# 아게오시
아게오시(일본어: 上尾市)는 일본 사이타마현 중동부에 있는 시이다. 에도 시대에는 나카센도의 슈쿠바 아게오슈쿠가 놓여 있었다.

## 지리
간토평야 내의 사이타마현 중심보다 조금 동쪽으로 비껴난 장소에 있고 시내에 산은 없다. 아라카와강 좌안과 일부 접하고 마을 대부분은 오미야 대지에 있어 아라카와강가의 저지보다 조금 높다. 대지 안에서 가모가와강, 시바강이 흐른다.
여인숙 마을 "아게오슈쿠"를 중심으로 옛 나카센도 일대가 에도 시대부터 번창했다. 메이지 시대에 철도가 부설되어 아게오역이 개업하였고 쇼와 시대에 국도 17호선이 개통하였으며 모두 남북으로 종단하는 형태로 시역을 동서로 나누고 있다. 시가지는 아게오역을 중심으로 펼쳐져 있다. 1960대에 4개의 주택단지가 연달아 건설되어 인구가 급격하게 증가했다. 최근에는 교외형 대형 소매점의 진출이 두드러지고 있다.
기간 도로는 JR 다카사키선과 거의 평행하게 달리는 국도 17호선이다. 다카사키선 서쪽의 북부는 1970년대부터 급속히 택지로 개발되어 넓은 도로를 가져 정연하게 구획된 시가지가 형성되어 있다.
원래 농업이 주산업이며 벼농사 외 각종 야채의 재배가 이루어지고 있었지만 주택 지역으로서 택지 개발이 진행됨과 동시에 기업의 진출이 잇따랐다. 농지는 감소하는 경향에 있지만 배, 포도, 키위 등과 토마토, 오이, 시금치 등 다양한 품목이 생산되고 있다. 공업 면에서는 수송용 기기의 제조가 활발하고, 닛산 디젤 공업의 본사 및 공장, 브리지스톤 사이클의 본사 및 공장, 아이치 코퍼레이션을 포함한 자동차 부품 관련 기업이 다수 있다.

## 역사
- 1889년 4월 1일 - 아게오슈쿠와 이웃한 5개 촌이 합병해 기타아다치군 아게오정이 되었다.
- 1955년 1월 1일 - 아게오정, 히라카타정, 하라이치정, 오이시촌, 가미히라촌, 오야촌이 합병해 아게오정이 되었다.
- 1958년 7월 15일 - 시로 승격하여 아게오시가 되었다.
- 2001년 - 사이타마시와의 합병을 묻는 주민투표가 부결되었다.

## 인구
| 연도 | 인구    | ±%      |
| ---- | ------- | ------- |
| 1920 | 19,912  | —       |
| 1930 | 20,578  | +3.3%   |
| 1940 | 23,551  | +14.4%  |
| 1950 | 32,673  | +38.7%  |
| 1960 | 38,889  | +19.0%  |
| 1970 | 110,792 | +184.9% |
| 1980 | 166,243 | +50.0%  |
| 1990 | 194,947 | +17.3%  |
| 2000 | 212,947 | +9.2%   |
| 2010 | 223,882 | +5.1%   |

## 교통

### 철도
- 동일본 여객철도 다카사키선
- 사이타마 신도시 교통 이나선

### 도로
- 국도 제16호선
- 국도 제17호선